# FK Neftěchimik Nižněkamsk
FK Neftěchimik Nižněkamsk (rusky Футбольный клуб «Нефтехимик» Нижнекамск) je ruský fotbalový klub z Nižněkamsku v Tatarstánu, který byl založen roku 1991. Letopočet založení je i v klubovém emblému. Hraje Futbolnuju nacionalnuju ligu (2. ruskou ligu) na domácím stadionu Neftěchimik.